# George Gallup
George Horace Gallup född 18 november 1901 i Jefferson i delstaten Iowa, USA, död 26 juli 1984 i sin sommarbostad i Tschingel i Berner Oberland i Schweiz, var en amerikansk sociolog och statistiker.
Gallup grundade 1935 The American Institute of Public Opinion, vilket var den första organisation, som sysslade med opinions- och marknadsundersökningar. Han genomförde via olika kanaler ett antal olika undersökningar bland annat i samband med amerikanska val. 1958 samlade han alla sina olika undersökningar i The Gallup Institute.
Det svenska Gallupinstitutet som grundades 1941 ersattes 1954 av Svenska institutet för opinionsundersökningar (Sifo).